# 조지아 주의회

조지아 주의회(Georgia General Assembly)는 미국 조지아주의 주의회이다. 조지아주 상원과 조지아주 하원으로 구성된 양원제이다.
총 236명의 의원 각각은 2년 임기를 가지며 해당 지역구 의원들에 의해 직접 선출된다. 조지아 헌법은 모든 입법권을 총회에 부여한다. 두 집 모두 비슷한 권한을 가지고 있지만 각각 고유한 임무도 가지고 있다. 예를 들어, 세출 법안의 발의는 하원에서만 이루어지며, 상원은 주지사의 임명을 확인하는 임무를 맡는다.
총회는 애틀랜타의 조지아 주 의사당에서 열린다.